# Meragisa arida
Meragisa arida är en fjärilsart som beskrevs av William Schaus 1906. Meragisa arida ingår i släktet Meragisa och familjen tandspinnare. Inga underarter finns listade i Catalogue of Life.